# Dyseriocrania
Dyseriocrania — род бабочек из семейства беззубых молей (Eriocraniidae).

## Описание
Мелкие бабочки размахом крыльев 9-13 мм. На передних крыльях R3 отходит от общего стебля R4+5. Гусеницы питаются в минах на дубе, каштане и лещине.

## Систематика
В составе рода:
- Dyseriocrania auricyanea Walsingham 1882
- Dyseriocrania cyanosparsella Williams 1908
- Dyseriocrania donzelellus Duponchel 1838
- Dyseriocrania fastuosella Zeller 1839
- Dyseriocrania griseocapitella Walsingham 1898
- Dyseriocrania subpurpurella Haworth 1828